# Wildcard (EP)
Wildcard – wydana własnym sumptem EPka zespołu Pennywise. W oryginale wydana została w roku 1989 jako siedmiocalowa płyta winylowa. Została wznowiona na kompilacyjnym albumie Wildcard/A Word From the Wise, wraz z kolejną EPką A Word From A Wise.

## Lista utworów
1. "Wildcard" – 2:20
2. "Maybes" – 1:57
3. "Stand By Me" – 3:07

## Skład
- Jim Lindberg – wokal
- Fletcher Dragge – gitara
- Jason Thirsk – bas
- Byron McMackin – perkusja